# Acisanthera
Acisanthera, biljni rod u porodici melastomovki (Melastomataceae), kojemu pripada blizu 11 ili 12 vrsta jednogodišnjeg i višegodišnjeg bilja rasprostranjenog po Antilskoj, Srednjoj i Južnoj Americi. Acisanthera hedyotoidea‎ možda je sinonim za Dicrananthera hedyotidea
Rod je opisan u The Civil and Natural History of Jamaica in Three Parts 217. 1756.

## Vrste
1. Acisanthera alata Cogn.
2. Acisanthera alsinefolia (DC.) Triana
3. Acisanthera ayangannae (Wurdack) M.J.Rocha & P.J.F.Guim.
4. Acisanthera boliviensis Cogn. ex Kuntze
5. Acisanthera glazioviana Cogn.
6. Acisanthera paraguayensis Cogn.
7. Acisanthera pulchella Cogn.
8. Acisanthera quadrata Juss. ex Poir.
9. Acisanthera saxatilis Almeda & R.B.Pacifico
10. Acisanthera uniflora (Vahl) Gleason
11. Acisanthera variabilis Triana